# Рихтер, Егор Христофорович
Егор Христофорович Рихтер (Георг Леонхард Кристоф фон Рихтер, нем. Georg Leonhard Christoph von Richter; 15 января 1778 — 3 июля 1823, Теплиц) — российский военачальник. Генерал-майор Русской Императорской армии (1816), 2-й комендант Динабургской крепости.

## Биография
Сын Кристофа Адама (Христофора Адамовича) Рихтера и Маргарет Доротеи, урождённой фон Будберг.
Вступил в русскую службу в 1789 году вахмистром. В 1796 г. произведён в капитаны и зачислен Санкт-Петербургский гренадерский полк. В 1800 году майор. В 1806—1807 гг. в составе Таврического гренадерского полка участвовал в военных действиях в Войне четвёртой коалиции, в том числе в Битве при Голымине, Битве при Прейсиш-Эйлау (ранен в правую руку, за храбрость пожалован орденом Святого Владимира IV степени с бантом), Сражении при Гуттштадте, Сражении при Гейльсберге (вновь ранен в правую руку и пожалован орденом Святого Георгия IV степени) и Битве под Фридландом.
Командир Ревельского мушкетёрского полка (12 августа 1807 г. — 29 февраля 1808 г.), в 1807 году присвоено звание подполковника. Командир Муромского мушкетёрского (пехотного) полка (29 февраля 1808 г. — 10 января 1812 г.), в 1811 году присвоено звание полковника. Командир Павловского гренадерского полка (10 января 1812 г. — 2 марта 1813 г.).
В июне 1812 года вступил в военную кампанию в ходе отступления российских в Литовско-Виленской губернии. Участвовал в Бою под Островно, Смоленском сражении, Бою у Валутиной горы и наконец в Бородинском сражении, где снова получил ранение в правую руку. Был отправлен на лечение под Пернов.
3 сентября 1813 года назначен комендантом Динабургской крепости. Затем в 1814—1823 гг. комендант Риги. В 1816 году присвоен чин генерал-майора.